# Hans Nicolai Arctander
Hans Nicolai Arctander (1757 i Borge Præstegæld (døbt 25. februar) – 21. oktober 1837 i Fredensborg) var en dansk officer og amtmand. 

## Praktisk og militær karriere
Han var en søn af kaptajn Poul Nielsen Arctander (1729-1797) og Alette Kirstine født Thaulov (1734-1813), blev født i Borge Præstegæld og døbt 25. februar 1757. Efter at han var blevet korporal ved 2. Smålenske Infanteriregiment, gennemgik han fra 1. oktober 1773 den matematiske militære skole i Christiania, i hvis indberetninger der gives ham vedtegningen "Geni" [dvs. velegnet til ingeniørmæssig virksomhed], blev 1775 stykjunker ved Artillerikorpset og udnævntes 1776 til sekondløjtnant med anciennitet fra 1. december 1775. I året 1784 fik han bestalling som landmåler, blev 1785 premierløjtnant og samme år landinspektør. Medens han fungerede som sådan i Kronborg Amt, undfangede han ideen og gjorde forslag til Søborg Søs udgravning; han opmålte selv søen, undersøgte dybderne, bestemte udgravningslinjerne, nivellerede disse og forfattede profilerne. Udgravningen, der fandt sted i årene 1794-99 med en bekostning af 15.000 Rdl. d. K., var af en overordentlig betydning for jordebogskassen, der hidtil kun havde haft en årlig indtægt af omtrent 30 Rdl. ved bortforpagtning af fiskeriet i søen. Allerede ved udgangen af året 1806 var nemlig omkostningerne og de successive årlige udgifter fuldstændig dækkede af de forøgede indtægter; "fra Aaret 1807 indtil udgangen af 1812 udgjorde disse i alt 71.135 Rdl. 67 ß d. K. og fra 1813 til Slutningen af 1825 i alt 63.446 Rdl. 8 ß Sedler og Tegn mere end Udgifterne", ved hvilke summer man dog selvfølgelig må have statens daværende forvirrede pengevæsen in mente.

## I Rentekammeret
I året 1790 fik han, der allerede i slutningen af 1785 var sat à la suite i Artillerikorpset, kaptajns karakter; 1792 blev han regimentsskriver ved det frederiksborgske distrikt, afskedigedes i det følgende år fra militæretaten og blev 1796 kommitteret i Rentekammeret, i hvis overordnede stillinger dengang flere mænd med særlig praktisk kendskab til landboforholdene efterhånden fik sæde, som det synes til ikke ringe misfornøjelse for de videnskabelig uddannede mænd i centraladministrationen
(Danske Samlinger, III, 124 f.).

## Amtmand
1800 blev han justitsråd og 20. marts 1805 (fra 1. maj at regne), skønt Rentekammeret kun ugerne gav afkald på hans sagkundskab, amtmand i Frederiksborg Amt. I denne stilling virkede han nu, indtil han 1. november 1826 på grund af svagelighed søgte og fik sin afsked fra den. Fra 1806 var han desuden medlem af Matrikkelskommissionen, fra 1819 medlem af Kommissionen angaaende Lettelser i Landejendommenes Skatter m.v. Under sin amtmandsvirksomhed vandt han i høj grad Beboernes agtelse og Hengivenhed og bidrog væsentlig til, at amtet fik udviklet sit vejvæsen på en fortrinlig måde med forholdsvis ringe bekostning. På grund af hans mangehånde fortjenester blev der da også ved hans afgang fra statstjenesten tilstået ham en pension, der var lige så stor som hans amtmandsgage, nemlig 2.200 Rdl., og han blev samme år udnævnt til konferensråd. 1810 var han blevet Ridder af Dannebrog. Han døde 21. oktober 1837.
13. juni 1789 blev han i Hillerød gift med Agnete Birgitte Brammer (døbt 27. juli 1767 i Hillerød - 29. marts 1845 i Fredensborg), en datter af amtsforvalter i Frederiksborg Frederik Christian Brammer (1732-1796) og Anne Plum (1743-1833).
Han er begravet på Asminderød Kirkegård.

## Gengivelser
Arctander er gengivet i en silhouet af Joachim Gottfried Wilhelm Weitlandt (Det Kongelige Bibliotek), et portrætmaleri af Hans Hansen 1826 (?, kopi af H.C. Vantore 1927).